# 死鹦鹉

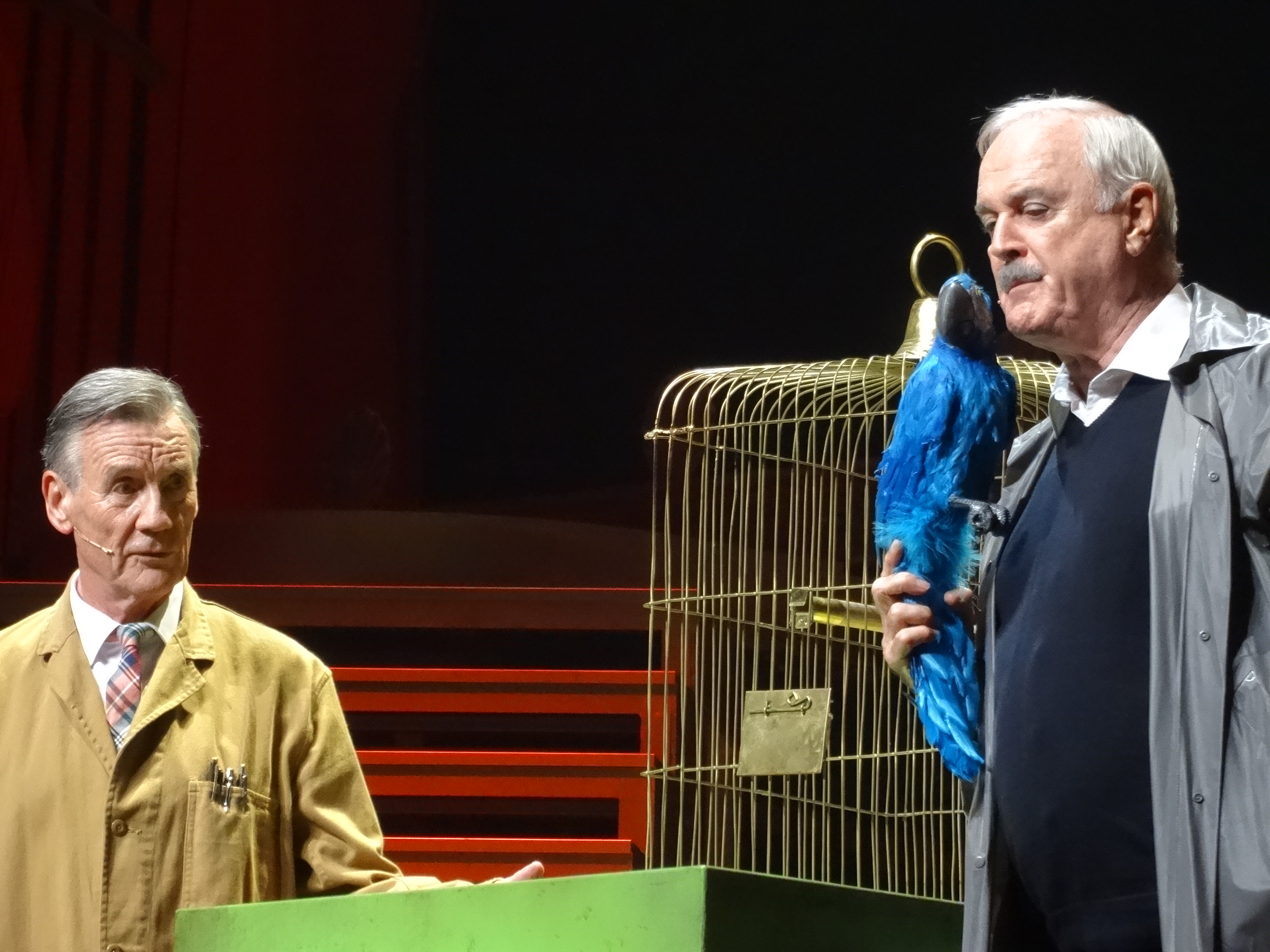
John Cleese (left) and Michael Palin (right) performing the "Dead Parrot sketch during the Monty Python Live (Mostly) show.

"死鹦鹉"，或最初称为"宠物店小品"或"鹦鹉小品"，是一个出自蒙提·派森的飞行马戏团中的喜剧小品。 它由约翰·克里斯和格雷厄姆·查普曼编剧，放送于该剧第一季第八节("正面全裸"，1969年12月7日首播)。
小品描绘了发生在一个心怀不满的客户 果仁先生 (克里斯饰)和一个宠物店店主(迈克尔·佩林饰)之间的冲突，二者针锋相对辩论"挪威蓝"鹦鹉是否是死的并陷入语言游戏。该小品戏讽了英国文化中的许多关于死亡的委婉语。
"死鹦鹉"小品的灵感来自于如何激怒别人（How to Irritate People）中的"汽车推销员"小品（佩林和查普曼表演）。 其中，佩林饰演的一个汽车推销员多次拒绝承认客户(查普曼饰)购买的汽车有问题，即使车在他面前被摔。这个小品是源于发生在佩林和一个汽车推销员之间的真实事件。 在巨蟒在亚斯本（Monty Python Live at Aspen）中，佩林称这个推销员"尽其找借口之能事"（had an excuse for everything），而约翰·克里斯称他和查普曼“认为如果能为此找到合适的背景设定，可使之滑稽无比”（believed that there was something very funny there, if we could find the right context for it）。 小品的早期构思中，客户试图退货的是一台坏烤面包机。 查普曼意识到，故事需要更荒诞，于是诞生了死鹦鹉的想法。
多年来，克里斯和佩林已在各种电视节目、唱片以及现场表演中进行许多版本的"死鹦鹉"小品表演。"死鹦鹉"在广播时报的民意调查投票中位居另类喜剧（alternative comedy）榜首。